# Hakan Ünsal
Hakan Ünsal (ur. 14 marca 1973 w Synopie) – turecki piłkarz występujący na pozycji obrońcy lub pomocnika.

## Kariera klubowa
Hakan Ünsal zawodową karierę rozpoczynał w zespole Karabükspor w 1993 roku. Występował tam jednak bardzo krótko, po czym przeniósł się do krajowego giganta – Galatasaray SK. W ekipie „Lwów” grał aż przez osiem sezonów, w czasie których zdobył pięć tytułów mistrza Turcji i trzy krajowe puchary. W 2000 roku wygrał rozgrywki Pucharu UEFA pokonując w rzutach karnych Arsenal F.C. 4:1. Galatasaray okazało się także triumfatorem Superpucharu Europy, w którym zwyciężyło po dogrywce 2:1 ze zdobywcami Ligi Mistrzów – Realem Madryt. Zimą 2002 roku Ünsal trafił do Blackburn Rovers F.C., jednak epizod tureckiego zawodnika w tym klubie trwał bardzo krótko. Hakan na kolejne trzy sezony powrócił do Galatasaray. W 2005 roku przeniósł się natomiast do Çaykur Rizespor, gdzie zakończył swoją karierę piłkarską.

## Kariera reprezentacyjna
Ünsal w reprezentacji swojego kraju zadebiutował w 1997 roku za kadencji trenera Mustafy Denizliego. W 2002 roku wystąpił na mistrzostwach świata, na których Turcy niespodziewanie zdobyli brązowy medal. Hakan został na tej imprezie zapamiętany głównie z incydentu, jaki miał miejsce w meczu grupowym z Brazylijczykami. Ekipa „Canarinhos” miała wykonywać rzut rożny, a do narożnika boiska podszedł Rivaldo. Ünsal kopnął piłkę w jego kierunku i trafił rywala w nogę. Rivaldo złapał się za twarz i przewrócił się na murawę. Arbiter sędziujący to spotkanie dał się nabrać na „sztuczkę” Brazylijczyka i pokazał Hakanowi czerwoną kartkę. Wychowanek Karabüksporu nie wystąpił przez to w meczu o trzecie miejsce przeciwko Korei Południowej, które zakończyło się wygraną Turków 3:2.